# 살고 싶다 (핫라인)
살고 싶다(우크라이나어: Хочу жити, 러시아어: Хочу жить)는 우크라이나 주둔 러시아 군인들의 호소를 받기 위한 핫라인이다. 우크라이나 정보국이 운영하는 이 서비스는 러시아의 우크라이나 침공에 참여하기를 원하지 않는 러시아 군인들이 안전하게 우크라이나 군대에 항복할 수 있도록 돕기 위해 고안되었다. 이 프로젝트는 제네바 협약에 따라 항복한 군인의 구금을 보장한다.

## 과정
프로젝트의 공식 웹사이트에 따르면, 러시아 군인이 항소를 제출하고 항복할 수 있는 방법에는 여러 가지가 있다. 여기에는 24시간 핫라인에 전화하거나 프로젝트의 텔레그램 채널에 있는 챗봇의 지시를 따르는 것이 포함된다. 프로젝트가 시작된 직후부터 러시아 국가 기관은 러시아 연방이 통제하는 영토에서 프로젝트에 대한 접근을 차단했다.
항복한 사람들에게 우크라이나인들은 러시아와 우크라이나 정부 사이에 조직된 포로 교환에 참여하거나 일시적으로 구금되어 우크라이나에 머물거나 나중에 이주할 수 있는 기회를 제공한다.